# Équinoxe
Équinoxe är ett musikalbum av Jean-Michel Jarre som gavs ut 1978. Det är även utgivet med den engelska titeln Equinoxe. Spåret "Equinoxe 5" användes bland annat av nöjesprogrammet Kryzz.

## Låtlista
Alla låtar är skrivna och komponerade av Jean-Michel Jarre. 
| Nr | Titel                | Längd |
| -- | -------------------- | ----- |
| 1. | Équinoxe (Part I)    | 2:25  |
| 2. | Équinoxe (Part II)   | 5:00  |
| 3. | Équinoxe (Part III)  | 5:09  |
| 4. | Équinoxe (Part IV)   | 6:54  |
| 5. | Équinoxe (Part V)    | 3:47  |
| 6. | Équinoxe (Part VI)   | 3:28  |
| 7. | Équinoxe (Part VII)  | 7:06  |
| 8. | Équinoxe (Part VIII) | 4:57  |